# Thiessow
Thiessow is een dorp en een voormalige gemeente in de Duitse deelstaat Mecklenburg-Voor-Pommeren. De gemeente maakte deel uit van het Landkreis Vorpommern-Rügen.
Thiessow telt  472 inwoners. Per 1 januari 2018 werd Thiessow samengevoegd met de gemeentes Gager en Middelhagen tot de nieuwe gemeente Mönchgut.